# St. Katharina von Siena (Freimann)

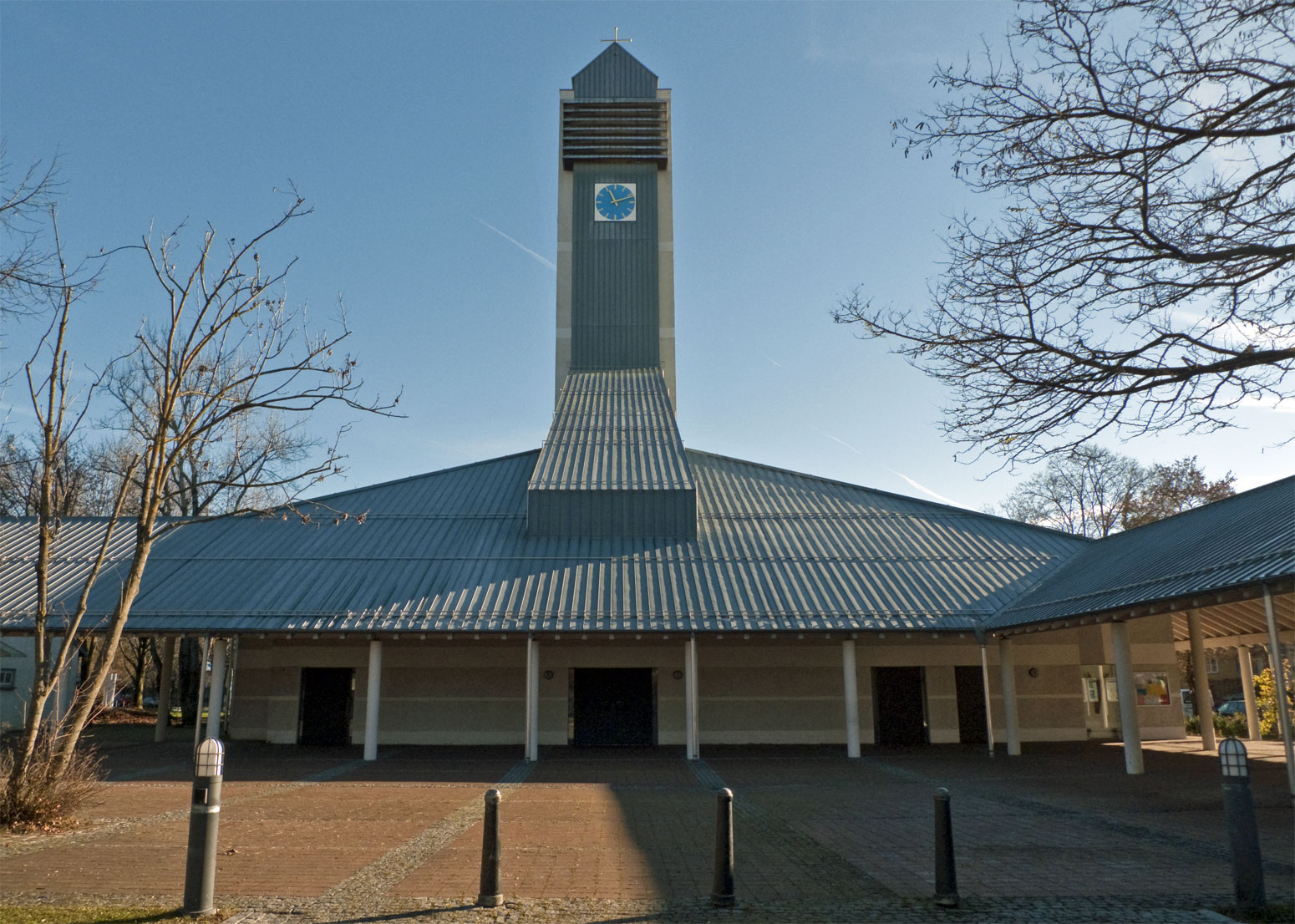
St. Katharina von Siena

Die römisch-katholische St.-Katharina-von-Siena-Kirche in der Pferggasse 2A im Münchner Stadtteil Freimann ist der Katharina von Siena geweiht.

## Geschichte
Dem Bau einer Baracken-Notkirche 1951 folgte 1971 zunächst ein Gemeindezentrum mit integriertem Mehrzweck-Kirchenraum. Die Seelsorge lag bis 2013 in den Händen des Dominikaner Ordens, dem auch die Heilige Katharina angehört hat.

## Ausstattung
1991 wurde die heutige eigenständige benachbarte Pfarrkirche geweiht. Architekt war Hans Maurer. Die schlichte moderne Ausstattung schuf Wilhelm Breitsameter, die Glasmalerei stammt von Heidi Bayer-Wech. Das Innere erhält seine Wirkung durch die Klinkerwände und das im steil ansteigenden Altarraum hell einfallende Licht.
Im Turm hängt ein vierstimmiges Bronzegeläute im Salve Regina Motiv (des1 – f1 – as1 – b1) welches von Rudolf Perner 1990 in Passau gegossen wurde.

## Orgel

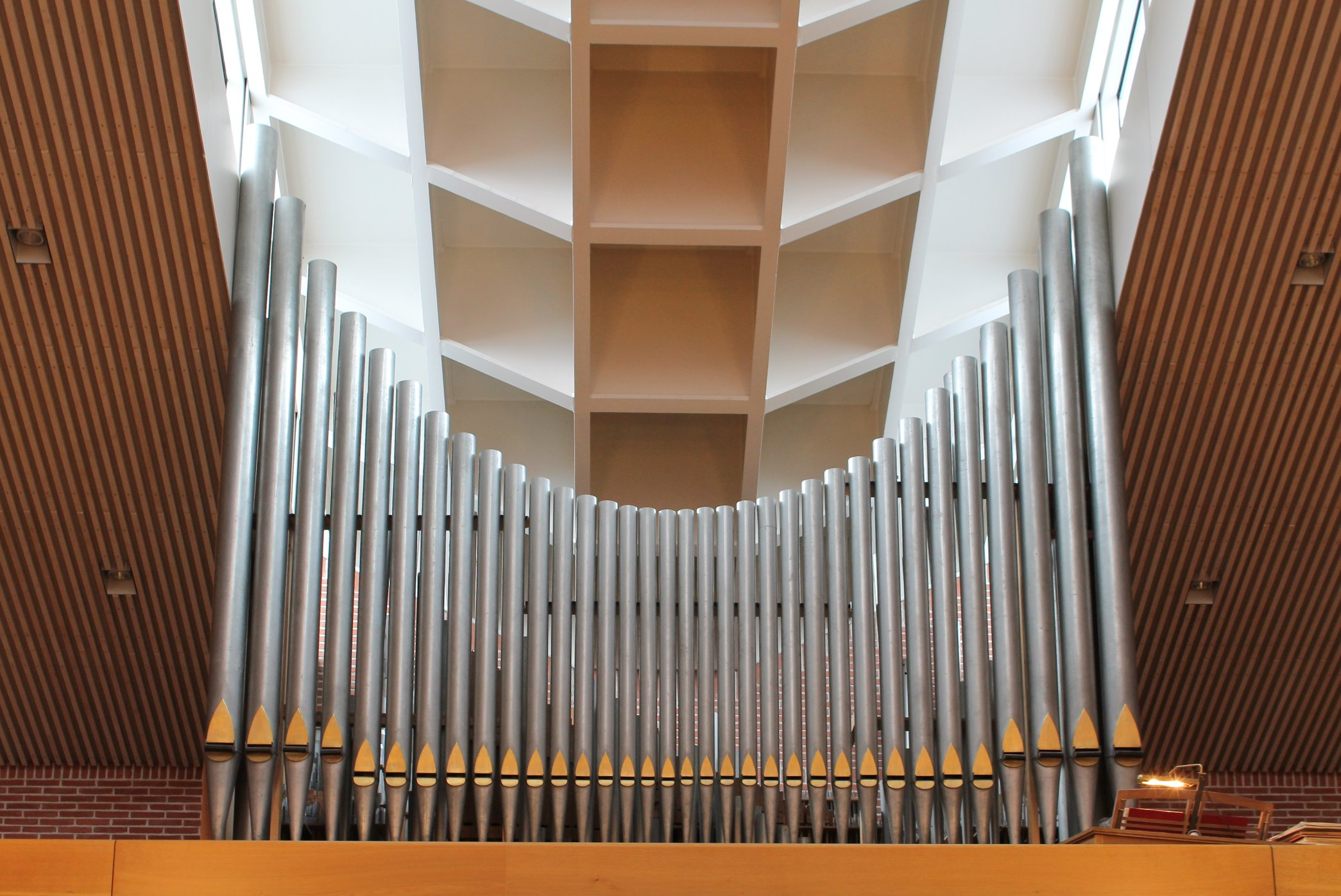
Die Orgel

Die Orgel wurde 1957 von Orgelbau Zeilhuber ursprünglich für die Münchner Frauenkirche als Chororgel (Andreasorgel) gebaut. Sie hat 28 Register auf zwei Manualen und Pedal. Beim Neubau der Orgeln der Frauenkirche wurde die Orgel zunächst im Orgelzentrum Valley eingelagert und dann 1994 hier wieder aufgebaut. Die unveränderte Disposition lautet:
| I Hauptwerk C–a3 |                       |       |
| 1.               | Italienisch Prinzipal | 8′    |
| 2.               | Flötgedackt           | 8′    |
| 3.               | Waldflöte             | 8′    |
| 4.               | Oktave                | 4′    |
| 5.               | Spillpfeife           | 4′    |
| 6.               | Schwiegel             | 2′    |
| 7.               | Mixtur V–VI           | 2 ⁄3′ |
| 8.               | Zimbel III            | 1⁄2′  |
| 9.               | Englisch Horn         | 16′   |
| 10.              | Trompete              | 8′    |

| II Nebenwerk C–a3 |                   |       |
| 11.               | Rohrgedackt       | 16′   |
| 12.               | Copula            | 8′    |
| 13.               | Viol              | 8′    |
| 14.               | Jubalflöte        | 4′    |
| 15.               | Prinzipal         | 2′    |
| 16.               | Quinte            | 1 ⁄3′ |
| 17.               | Scharfmixtur V    | 1′    |
| 18.               | Horn              | 8′    |
| 19.               | Schweizertrompete | 4′    |

| Pedal C–f1 |                |        |
| 20.        | Contrabaß      | 16′    |
| 21.        | Untersatz      | 16′    |
| 22.        | Gedacktbaß     | 16′    |
| 23.        | Oktavbaß       | 8′     |
| 24.        | Pommer         | 4′     |
| 25.        | Nachthorn      | 2′     |
| 26.        | Rauschbaß V–VI | 5 1⁄3′ |
| 27.        | Bombarde       | 16′    |
| 28.        | Fagott         | 8′     |

- Koppeln:  Normalkoppeln
- Spielhilfen: 1 freie Kombination Tutti, Zungen ab
- Bemerkungen: Kegellade, elektrische Spiel- und Registertraktur

## Pfarrverband
Der Pfarrverband umfasst seit 2011 die beiden Pfarreien St. Katharina von Siena und Zu den Heiligen Vierzehn Nothelfern in der Karlsbader Str. 3 und gehört zum Dekanat München-Freimann im Erzbistum München und Freising.